# Sinularia prodigiosa
Sinularia prodigiosa är en korallart som beskrevs av Verseveldt 1977. Sinularia prodigiosa ingår i släktet Sinularia och familjen läderkoraller. Inga underarter finns listade i Catalogue of Life.